# Edith Eduviere
Edith Eduviere (18 de junho de 1986) é uma futebolista nigeriana que atua como meia.

## Carreira
Edith Eduviere integrou o elenco da Seleção Nigeriana de Futebol Feminino, nas Olimpíadas de 2008. 